# Motodrom Poreč
Motodrom Poreč, karting pista u neposrednoj blizini Poreča, na sjevernoj strani Poreča, na glavnoj cesti Poreč – Tar. Opremljena je ugostiteljskim objektom iz kojeg se može pratiti svaku vožnju, utrku ili neki drugi športski događaj. Za opuštanje je pokraj njega uređen vrt. Otvoren je 1999. godine sukladno svjetskim standardima moto športa. Osim za natjecanja, otvorena i za za obiteljska druženja, velike skupine i teambuildinge. Otvoren je cijele godine. Glavna karting staza duga je 600 metara i široka od 7 do 9 metara. Uz nju postoji i staza za djecu za koju je posebno prilagođena. 
Najkvalitetnija je karting staza u Hrvatskoj i spada u prvih deset športskih atrakcija u Hrvatskoj.

## Vanjske poveznice
- Službene stranice
- Instagram